# Rozchodnikowiec okazały

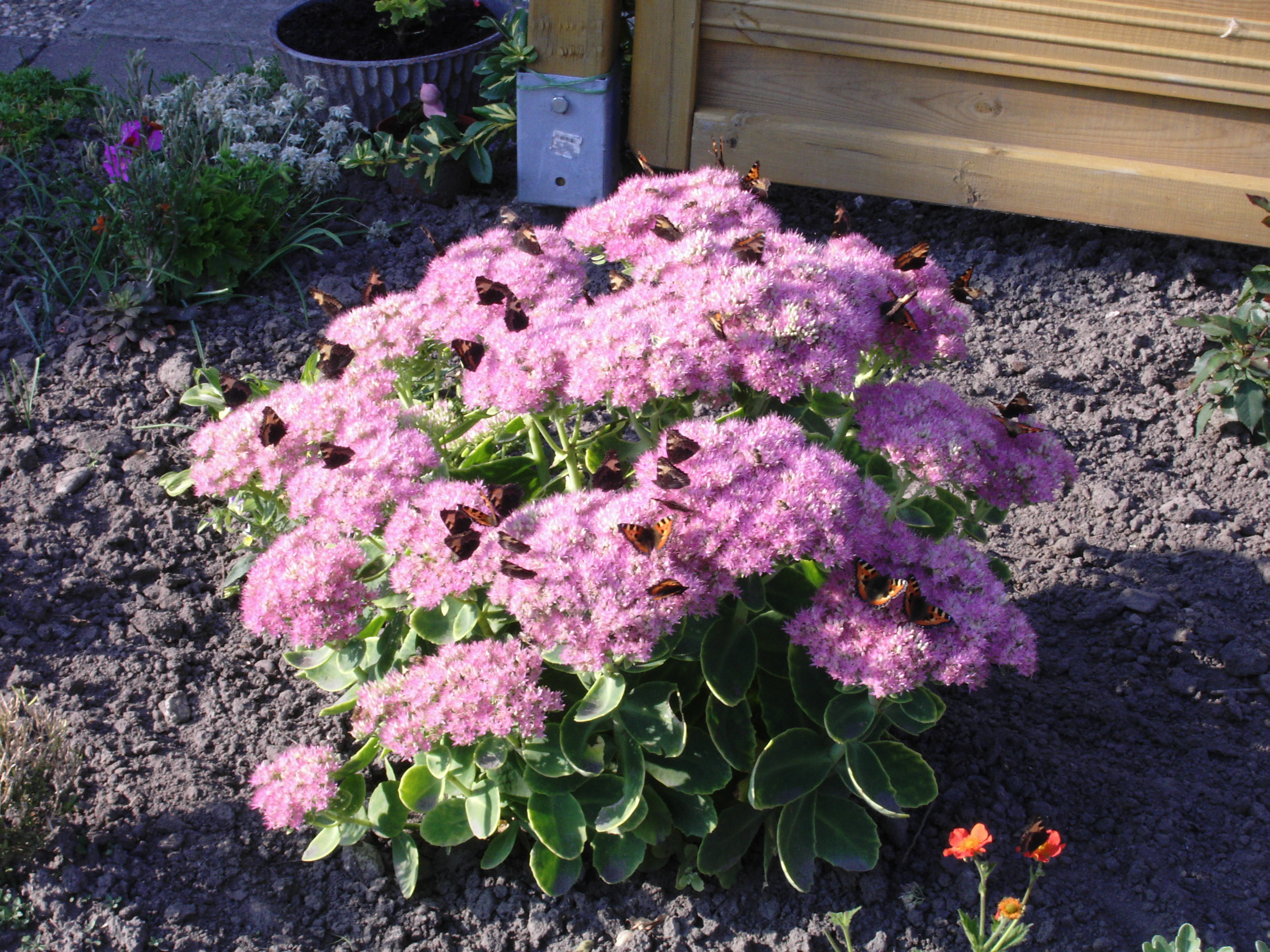

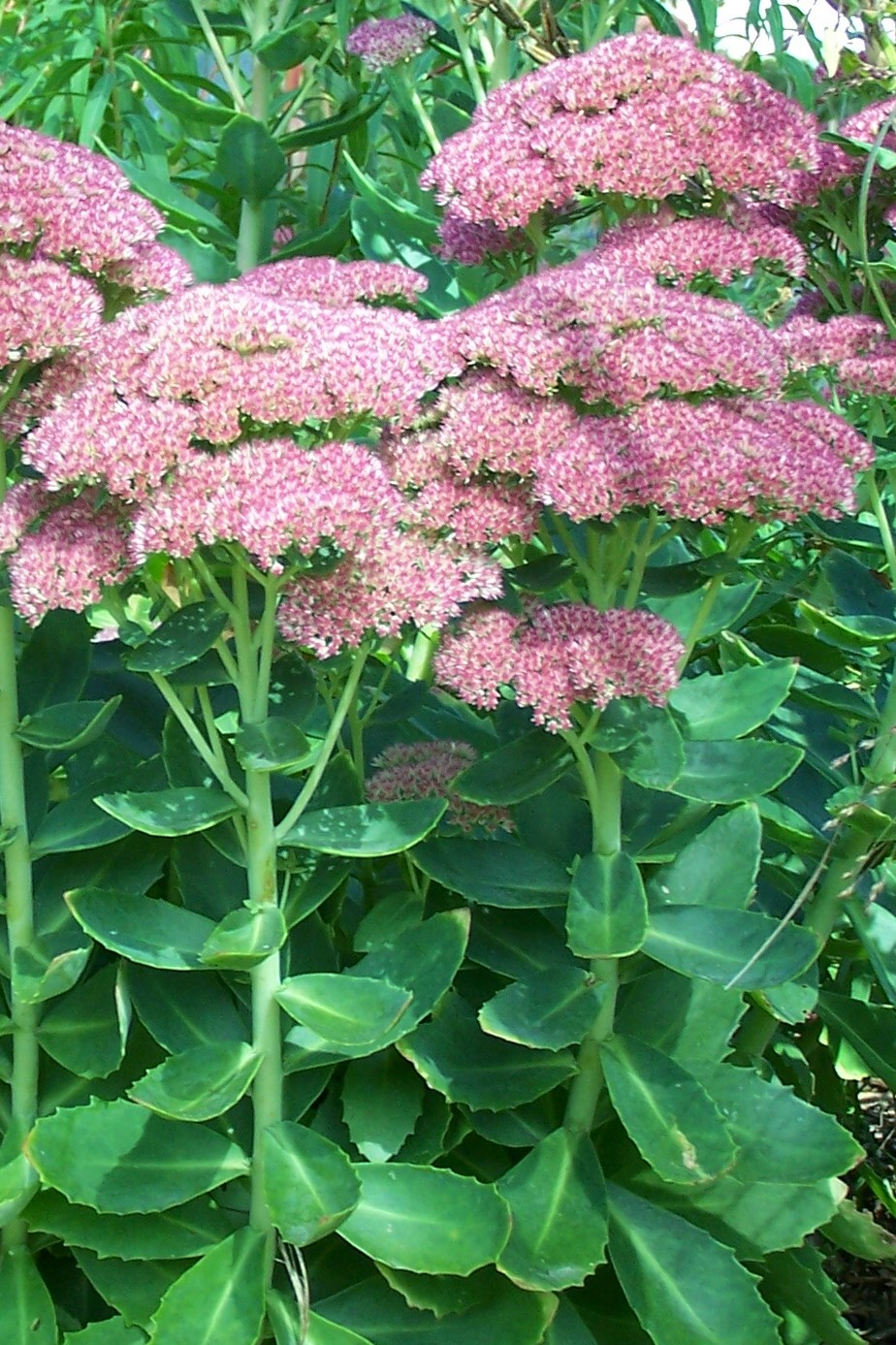

Rozchodnikowiec okazały (Hylotelephium spectabile) – gatunek rośliny należący do rodziny gruboszowatych (Crassulaceae). Pochodzi z Chin i Korei, rozprzestrzenił się również w Japonii. W Polsce jest uprawiany i bardzo rzadko dziczejący (efemerofit). Według niektórych ujęć taksonomicznych włączany był do rodzaju rozchodnik (Sedum) i stąd w piśmiennictwie ogrodniczym często opisywany jest jako rozchodnik okazały (Sedum spectabile).

## Morfologia
PokrójBylina tworząca gęste kępy. Sukulent liściowy, geofit.
ŁodygaWzniesiona, prosta, gruba, mięsista, naga i nie rozgałęziająca się. Ma wysokość 30–50 cm.
LiścieUlistnienie skrętoległe. Liście duże, jasnozielone, mięsiste, owalne, brzegiem ząbkowane i całe są niebiesko owoszczone. Mają klinowato zwężającą się nasadę i krótki ogonek.
KwiatyZebrane w podbaldach na szczycie łodygi. Kwiaty różowe do ciemnoczerwonych (u odmian uprawnych), czasami (rzadko) białe. Płatki korony o długości 3-5 mm, odstające. Kwitnie od sierpnia do września.

## Zastosowanie
- Roślina ozdobna. Jest dość często u nas uprawiany ze względu na ładny pokrój, piękne kwiaty i jasnozielone pędy dobrze komponujące się z innymi roślinami. Nadaje się do ogródków skalnych, obsadzania murków, skarp, grobów, obrzeży ścieżek. Może też być uprawiany w skrzynkach na balkonie, tarasach. Podziemne części nie przemarzają, tak, że doniczki mogą przez zimę przebywać na balkonie.

## Uprawa
WymaganiaNie ma specjalnych wymagań co do gleby, rośnie dobrze nawet na jałowych glebach. Jest też jako sukulent bardzo wytrzymały na suszę. Wymaga dużo światła, ale może rosnąć także w półcieniu, tylko wtedy rozwija się i kwitnie słabiej.
Sposób uprawyRozmnaża się go z sadzonek wiosną i latem, można go też rozmnażać przez podział kęp. Jest łatwy i mało pracochłonny w uprawie. Głównym zabiegiem pielęgnacyjnym jest spulchnianie ziemi wokół rośliny, by nie tworzyła się twarda skorupa. Zimą nadziemne pędy obumierają, ale wiosną rośliną odtwarza się z podziemnych korzeni i pędów.